# Scott Nails
Scott Nails (Phoenix, 29 aprile 1982) è un attore pornografico statunitense.

## Biografia
Prima di entrare nell'industria per adulti, Scott Nails lavorava nel settore delle costruzioni. Iniziò la sua prima compagnia di costruzioni all'età di soli 15 anni. Tentò di arruolarsi nell'esercito ma fu respinto dopo aver subito una frattura alla spalla in un incidente con una moto da cross.
Il suo debutto nel cinema a luci rosse è avvenuto nel 2001 all'età di 19 anni da allora ha partecipato a più di 700 film prodotti da molte case di produzione tra cui Anabolic, Digital Playground, Hustler, Vivid ecc. È castano e ha gli occhi azzurri. Dal gennaio 2006 ha anche uno strano tatuaggio sul braccio sinistro. Tale tatuaggio è identico a quello che George Clooney porta sul braccio sinistro nel film Dal tramonto all'alba. La sua agenzia attuale è la LA Direct Models.
Nel gennaio 2006 ha vinto il premio come Migliore Nuovo Performer Maschile agli AVN Awards.

## Vita privata
In un'intervista ha raccontato di avere avuto dei figli di cui ha la custodia esclusiva.

## Riconoscimenti
AVN Awards
- 2006 - Best Male Newcomer[4]
- 2006 – Best Oral Sex Scene (video) per Squealer con Kimberly Kane, Jassie, Scott Lyons e Kris Slater[5]
- 2006 – Best Group Sex Scene (video) – Squealer con Kimberly Kane, Smokey Flame, Audrey Hollander, Jassie, Otto Bauer, Scott Lyons e Kris Slater[6]
- 2024 - Best Tag-Team Sex Scene per Machine Gunner - Episode 2 con Kira Noir e Charles Dera[7]
- 2025 – Best Sex Scene - Foursome/Orgy per Brazzers Present: 20 for 20 con Angela White, Cherie DeVille, Alexis Fawx, Kayley Gunner, Lily Lou, Abigail Morris, Kira Noir, Ryan Reid, Gal Ritchie, Queenie Sateen, Luna Star, Monique Alexander, Mick Blue, Hollywood Cash, Manuel Ferrara, Ricky Johnson, JMac, Alex Jones, Keiran Lee, Isiah Maxwell e Van Wylde[8]
- 2025 - Hall of Fame - Video Branch[9]

XBIZ Awards
- 2025 – Best Sex Scene - Orgy/Group per Brazzers Present: 20 for 20 con Cherie DeVille, Alexis Fawx, Kayley Gunner, Lily Lou, Abigail Morris, Kira Noir, Ryan Reid, Gal Ritchie, Queenie Sateen, Luna Star, Monique Alexander, Angela White, Mick Blue, Hollywood Cash, Manuel Ferrara, Ricky Johnson, JMac, Alex Jones, Keiran Lee  e Van Wylde

XRCO Award
- 2006 - Best New Stud[10]

## Filmografia
- Scent of a Fetish (2000)
- Real Sex Magazine 47 (2001)
- White Panty Chronicles 19 (2001)
- Hustler's Babes 2: In Miami (2002)
- Just Over Eighteen 2 (2002)
- Service Animals 7 (2002)
- XXX 6: Girls Next Door (2002)
- Young As They Cum 5 (2002)
- Young Sluts, Inc. 7 (2002)
- 2 on 1 18 (2004)
- Angels of Debauchery 3 (2004)
- Artcore 2: Toilet Girl (2004)
- Asians 1 (2004)
- Ass Cream Pies 5 (2004)
- Balls Deep 8 (2004)
- Blow Me Sandwich 6 (2004)
- Blowjob Fantasies 20 (2004)
- College Invasion 5 (2004)
- Control 1 (2004)
- Control 2 (2004)
- Craving Big Cocks 4 (2004)
- Devon: Erotique (2004)
- Double Stuffed 5 (2004)
- Down the Hatch 12 (2004)
- Down the Hatch 13 (2004)
- Down the Hatch 14 (2004)
- Dream Teens 1 (2004)
- Dummies Guide to Porn 1 (2004)
- Gangbang Auditions 13 (2004)
- Gangbang Auditions 14 (2004)
- Goin Deep 3 (2004)
- I Wanna Get Face Fucked 1 (2004)
- I'm A Big Girl Now 1 (2004)
- Incumming 3 (2004)
- Lexie and Monique Love Rocco (2004)
- No Swallowing Allowed 2 (2004)
- No Swallowing Allowed 3 (2004)
- Perverted POV 7 (2004)
- Pound Cakes (2004)
- Secrets of a Porn Talent Scout 2 (2004)
- Sex Tour USA (2004)
- Spring Chickens 8 (2004)
- Spring Chickens 9 (2004)
- Teagan: Erotique (2004)
- Teen Hitchhikers 2 (2004)
- Teen Hitchhikers 4 (2004)
- Teen Idol 1 (2004)
- Teen Tryouts Audition 37 (2004)
- Teenage Anal Princess 1 (2004)
- Teenage Anal Princess 2 (2004)
- Teens With Tits 2 (2004)
- Teens With Tits 3 (2004)
- Ten Little Piggies 4 (2004)
- Un-natural Sex 13 (2004)
- 2 on 1 19 (2005)
- 2 on 1 20 (2005)
- 2 on 1 21 (2005)
- 2 Scoops Double Dipped (2005)
- 2 Young To Fall In Love 1 (2005)
- Anal Addicts 18 (2005)
- Anal Addicts 20 (2005)
- Anal Cherry Busters (2005)
- Anal Retentive 6 (2005)
- Anal Trainer 10 (2005)
- Anal Trainer 9 (2005)
- Analogy 1 (2005)
- Ass Appeal 3 (2005)
- Ass Jumpers 1 (2005)
- Ass Pounders 4 (2005)
- Assman 27 (2005)
- Big Ass Orgy (2005)
- Big Cock Seductions 22 (2005)
- Big Tits Tight Slits (2005)
- Big Titty Woman 1 (2005)
- Blow Me Sandwich 8 (2005)
- Blue Light (2005)
- Boy Meats Girl 2 (2005)
- Briana's Backyard BBQ (2005)
- Buttman's Vault of Whores (2005)
- Caged Sluts (2005)
- Camp Cuddly Pines Power Tool Massacre (2005)
- Capital Punishment (2005)
- Chasing Reality Again (2005)
- Cheating Housewives 1 (2005)
- College Guide How to Get More Pussy (2005)
- Craving Big Cocks 6 (2005)
- Cum Catchers 3 (2005)
- Cum Envy (2005)
- Cumming Of Age 1 (2005)
- Deception (2005)
- Deviant DP Girls 2 (2005)
- Devon: Decadence (2005)
- Dillan's Day Off (2005)
- Double Decker Sandwich 7 (2005)
- Double Dippin (II) (2005)
- Double Shocker 1 (2005)
- Double Teamed 6 (2005)
- Evil Vault 2 (2005)
- Feeding Frenzy 7 (2005)
- Fit to Be Tied (2005)
- Five People You Meet in Porn (2005)
- Flower's Squirt Shower 1 (2005)
- Flower's Squirt Shower 2 (2005)
- Fuckeroos (2005)
- Full Service 1 (2005)
- Gangbang Auditions 15 (2005)
- Gangbang Auditions 16 (2005)
- Gangbang Auditions 17 (2005)
- Gettin' Behind (2005)
- Girls Night Out 1 (2005)
- Goin Deep 5 (2005)
- Great Big Asses 1 (2005)
- Here's The Thing About My Blowjobs (2005)
- Hotel Bliss (2005)
- HotSex.com (2005)
- Hustler XXX 27 (2005)
- I'm A Big Girl Now 2 (2005)
- Incumming 4 (2005)
- Innocence White Panties (2005)
- Intoxicated (2005)
- Jack's Big Ass Show 1 (2005)
- Jack's Big Tit Show 1 (2005)
- Jack's My First Porn 1 (2005)
- Jack's My First Porn 2 (2005)
- Jack's My First Porn 3 (2005)
- Jack's My First Porn 4 (2005)
- Jack's Playground 27 (2005)
- Jack's Playground 28 (2005)
- Jack's Playground 29 (2005)
- Jack's Playground 30 (2005)
- Jack's Teen America 10 (2005)
- Jack's Teen America 11 (2005)
- Jack's Teen America 12 (2005)
- Jack's Teen America 13 (2005)
- Jack's Teen America 14 (2005)
- Jack's Teen America 15 (2005)
- Jack's Teen America 4 (2005)
- Jack's Teen America 7 (2005)
- Jack's Teen America 8 (2005)
- Jack's Teen America 9 (2005)
- Jesse Jane: All-American Girl (2005)
- Just Popped In (2005)
- Justine's Red Letters (2005)
- Lascivious Latinas 1 (2005)
- Lascivious Latinas 2 (2005)
- Latina Anal Assault 1 (2005)
- Lewd Conduct 22 (2005)
- Lewd Conduct 23 (2005)
- Marvelous (2005)
- Mouth 2 Mouth 1 (2005)
- Mrs. Behavin' (2005)
- Natural Knockers 1 (2005)
- Naughty College School Girls 38 (2005)
- Naughty College School Girls 39 (2005)
- Navy Girls Love Semen (2005)
- Neo Pornographia 2 (2005)
- Nice Rack 11 (2005)
- Nice Rack 12 (2005)
- No Swallowing Allowed 4 (2005)
- One In Every Hole 1 (2005)
- Peter North's POV 10 (2005)
- Pirates (2005)
- Porcelain (2005)
- Posh Kitten (2005)
- Pulse POV (2005)
- Rack 'em Up 2 (2005)
- Real XXX Letters 10 (2005)
- Rock Hard 4 (2005)
- Rock Slut (2005)
- Screw My Husband Please 6 (2005)
- Served (2005)
- Shane's World 36: Snow Trip (2005)
- Shane's World 37: Country Girls (2005)
- She Takes Two (2005)
- Shut Up And Fuck Me 2 (2005)
- Sinfully Sexy (2005)
- Six in Me 1 (2005)
- Ski Bitch (2005)
- Squealer (2005)
- Squirting 101 5 (2005)
- Squirting 201 1 (2005)
- Sweet Cheeks 6 (2005)
- Teagan: All American Girl (2005)
- Teen Hitchhikers 5 (2005)
- Three's Cumpany (2005)
- Tiffany and Cumpany 1 (2005)
- Tits Ahoy 2 (2005)
- Toe 2 Toe (2005)
- Twisted Youth (2005)
- Two Hot (2005)
- Up Skirt Cam Girls (2005)
- Virgin Surgeon 4 (2005)
- War Of The Girls (2005)
- Way of the Dragon (2005)
- Whale Tail 1 (2005)
- What An Ass 1 (2005)
- Who Do You Love (2005)
- Whores Don't Wear Panties 1 (2005)
- Whores Don't Wear Panties 2 (2005)
- Women of Color 8 (2005)
- X Marks The Spot (2005)
- X The Series 1: Anal (2005)
- X The Series 2: Anal (2005)
- Your Ass is Mine 1 (II) (2005)
- Yummy In My Tummy 1 (2005)
- 2 Young To Fall In Love 2 (2006)
- American Daydreams 1 (2006)
- Anal Bandits 3 (2006)
- Anally Yours... Love, Jenna Haze (2006)
- Any Way You Want Me (2006)
- Appetite for Destruction (2006)
- Ass Addiction 1 (2006)
- Ass Cleavage 8 (2006)
- Barely Legal Innocence 4 (2006)
- Big Titty Woman 3 (2006)
- Boobstravaganza 2 (2006)
- Britney Rears 2: I Wanna Get Laid (2006)
- Busty Beauties: More Than a Handful 1 (2006)
- Butt Gallery 5 (2006)
- Carmen's Dirty Secrets (2006)
- Catalyst (2006)
- Christmas in Memphis (2006)
- Cockasian 1 (2006)
- Control 3 (2006)
- Control 4 (2006)
- Crescendo (2006)
- Cum Worshipers (2006)
- Cumstains 7 (2006)
- Da Vinci Load 1 (2006)
- Deeper 1 (2006)
- Deeper 2 (2006)
- Deeper 3 (2006)
- Deeper 4 (2006)
- Destination Dirtpipe 1 (2006)
- Double Decker Sandwich 8 (2006)
- Dreamgirl (2006)
- Exposed 1 (2006)
- Facial Frenzy 1 (2006)
- Fade to Black 2 (2006)
- First Offense 14 (2006)
- Fishnets 4 (2006)
- Fishnets 5 (2006)
- Fresh Pussy 3 (2006)
- Girl Pirates 2 (2006)
- Girls Lie (2006)
- Gush (2006)
- Hard Candy 1 (2006)
- Hard Candy 2 (2006)
- Hard Candy 3 (2006)
- History Of Porn (2006)
- Hittin It Deep (2006)
- Hot Rod for Sinners (2006)
- House of Sin (2006)
- Hush (2006)
- Interactive Sex with Courtney Cummz (2006)
- Interracial (2006)
- Island Fever 4 (2006)
- Jack's Asian Adventure 1 (2006)
- Jack's Big Ass Show 3 (2006)
- Jack's Big Ass Show 4 (2006)
- Jack's Big Ass Show 5 (2006)
- Jack's Big Tit Show 2 (2006)
- Jack's Big Tit Show 3 (2006)
- Jack's My First Porn 5 (2006)
- Jack's My First Porn 6 (2006)
- Jack's My First Porn 7 (2006)
- Jack's Playground 31 (2006)
- Jack's Playground 32 (2006)
- Jack's POV 1 (2006)
- Jack's POV 3 (2006)
- Jack's POV 4 (2006)
- Jack's POV 5 (2006)
- Jack's Teen America 16 (2006)
- Jam It All the Way Up My Ass 2 (2006)
- Jenna Haze Dark Side (2006)
- Jenna's Provocateur (2006)
- Juicy Juggs (2006)
- Latina Dayworkers (2006)
- Lick It Up 3 (2006)
- Look What's Up My Ass 8 (2006)
- Lord of the Squirt 3 (2006)
- Love Between The Cheeks (2006)
- Make Love To My Ass (2006)
- McKenzie Illustrated (2006)
- Mother Load 1 (2006)
- My First Sex Teacher 5 (2006)
- My First Sex Teacher 7 (2006)
- My Friend's Hot Mom 5 (2006)
- Natural Knockers 2 (2006)
- Naughty Office 6 (2006)
- Neighbor Affair 2 (2006)
- Nina Hartley's Guide to Erotic Massage (2006)
- Off Limits (2006)
- Peek: Diary of a Voyeur (2006)
- Peter North's POV 11 (2006)
- Peter North's POV 12 (2006)
- Peter North's POV 13 (2006)
- Peter North's POV 14 (2006)
- Peter North's POV 15 (2006)
- Pin Up Honeys 1 (2006)
- Pink Ink (2006)
- Pole Position POV 2 (2006)
- Porn Tarts (2006)
- Raw Pussy 2 (2006)
- Roughed Up (2006)
- Sacred Sin (2006)
- Sasha Grey Superslut (2006)
- Savanna's Secret (2006)
- Sexpose' 1: Lexi Marie (2006)
- Sexpose' 4: Tiffany Taylor (2006)
- Sexual Freak 1: Jesse Jane (2006)
- Sexual Freak 2: Teagan Presley (2006)
- Sexual Freak 3: Shay Jordan (2006)
- Silent Night (2006)
- Sitter (2006)
- Slut School (2006)
- Squirting 201 2 (2006)
- Squirting 201 4 (2006)
- Straight Guys For Gay Eyes: Scott Nails (2006)
- Strip Tease Then Fuck 8 (2006)
- Sun Burn (2006)
- Super Naturals 5 (2006)
- Tailgunners (2006)
- Teagan's Juice (2006)
- Teen Fetish 2 (2006)
- Test Drive (2006)
- Throb 1 (2006)
- Triple Header 1 (2006)
- Tristan Taormino's House of Ass (2006)
- Tryst (2006)
- Virtual Sex with Mercedez (2006)
- Visitor (2006)
- Wet Dreams Cum True 5 (2006)
- Wet Room (2006)
- World Poke Her Tour (2006)
- 2 Young To Fall In Love 3 (2007)
- A List 2 (2007)
- All Alone 2 (2007)
- American Daydreams 5 (2007)
- Ass Addiction 2 (2007)
- Babysitters (2007)
- Bad Bad Blondes (2007)
- Barely Legal 68 (2007)
- Barely Legal 71 (2007)
- Barely Legal Corrupted 8 (2007)
- Best of Gangbang Auditions (2007)
- Boob Bangers 4 (2007)
- Bra Bustin and Deep Thrustin 2 (2007)
- Busty Beauties 23 (2007)
- Busty Beauties 24 (2007)
- Casey Parker is Boy Crazy (2007)
- Cheerleader Auditions 6 (2007)
- Cockasian 2 (2007)
- Control 5 (2007)
- Control 6 (2007)
- Control 7 (2007)
- Cum Sucking Whore Named Luci Thai (2007)
- Dark Side of Memphis (2007)
- Deeper 5 (2007)
- Deeper 6 (2007)
- Deeper 7 (2007)
- Deeper 8 (2007)
- Double Decker Sandwich 9 (2007)
- Facade (2007)
- Fantasy All Stars 4 (2007)
- Filth Cums First 2 (2007)
- Fishnets 6 (2007)
- Frankencock (2007)
- Hannah: Erotique (2007)
- Housewife 1 on 1 6 (2007)
- Hustler Hardcore Vault 2 (2007)
- Hustler Hardcore Vault 7 (2007)
- I Love Jasmine (2007)
- I Love Sammie (2007)
- Icon (2007)
- In Thru the Backdoor 1 (2007)
- Initiations 19 (2007)
- Innocence Brat (2007)
- Innocence Rebel (2007)
- Interactive Sex with Jenna Haze (2007)
- Jack's Big Ass Show 6 (2007)
- Jack's Big Tit Show 4 (2007)
- Jack's Big Tit Show 5 (2007)
- Jack's Leg Show 1 (2007)
- Jack's Leg Show 2 (2007)
- Jack's Leg Show 3 (2007)
- Jack's MILF Show (2007)
- Jack's My First Porn 8 (2007)
- Jack's My First Porn 9 (2007)
- Jack's Playground 33 (2007)
- Jack's Playground 35 (2007)
- Jack's Playground 36 (2007)
- Jack's POV 10 (2007)
- Jack's POV 6 (2007)
- Jack's POV 7 (2007)
- Jack's POV 8 (2007)
- Jack's Teen America 17 (2007)
- Jack's Teen America 18 (2007)
- Jack's Teen America 19 (2007)
- Jana Cova in Blue (2007)
- Jesse in Pink (2007)
- Jesse Jane: Image (2007)
- Jesse's Juice (2007)
- Jungle Story (2007)
- Lascivious Latinas 5 (2007)
- Lethal Injections 5 (2007)
- Lewd Lube Jobs (2007)
- Limo Patrol 3 (2007)
- MILF Bonanza 3 (2007)
- Missing Persons (2007)
- Mother Load 2 (2007)
- My Friend's Hot Mom 8 (2007)
- Naked Aces 1 (2007)
- Naughty America: 4 Her 1 (2007)
- Naughty Flipside 1: Sasha Grey (2007)
- Naughty Office 7 (2007)
- Nautica Thorn: All Access (2007)
- Neighbors (2007)
- North Pole 65 (2007)
- Oral Consumption 9 (2007)
- Peter North's POV 16 (2007)
- Peter North's POV 18 (2007)
- Red Hot Fox (2007)
- Reign of Tera 2 (2007)
- Rough Draft (2007)
- School's Out (2007)
- Screw My Husband Please 7 (2007)
- Seduced by a Cougar 1 (2007)
- Sexual Freak 4: Jana Cova (2007)
- Sexual Freak 5: Hannah Harper (2007)
- Sexual Freak 6: Sophia Santi (2007)
- Sexual Sensations (2007)
- Sexxxy Oil Wrestling (2007)
- Shay Jordan: All American Girl (2007)
- Slime Ballin' 1 (2007)
- Sophia Santi: Juice (2007)
- Sophia Santi: Scream (2007)
- Squirting 201 6: Asian Tsunami (2007)
- Tainted Teens 4 (2007)
- Throb 2 (2007)
- Throb 3 (2007)
- Through Her Eyes (2007)
- Virtual Sex with Katsumi (2007)
- Virtual Sex with Shay Jordan (2007)
- Yellow Tail (2007)
- Angelina Armani: The Big Hit (2008)
- Apprentass 9 (2008)
- Big Dick Little Jane 1 (2008)
- Cockasian 3 (2008)
- Control 8 (2008)
- Cumcocktion (2008)
- Deeper 10 (2008)
- Double Parked (2008)
- Double Penetration 5 (2008)
- Fetish Fucks 2 (2008)
- Filth Cums First 3 (2008)
- Gabriella Fox: Nude (2008)
- Hard Candy 4 (2008)
- I Love Big Butts (2008)
- I Love Blondes (2008)
- I Love Michelle B (2008)
- I Love Penny (2008)
- Jack's Big Ass Show 7 (2008)
- Jack's Big Ass Show 8 (2008)
- Jack's Big Tit Show 6 (2008)
- Jack's Big Tit Show 8 (2008)
- Jack's Playground 37 (2008)
- Jack's Playground 38 (2008)
- Jack's POV 11 (2008)
- Jack's POV 12 (2008)
- Jack's Redhead Adventure (2008)
- Jack's Teen America 21 (2008)
- Jack's Teen America 22 (2008)
- Jana Cova: Erotique (2008)
- Jenna vs. Courtney (2008)
- Katsuni: Minx (2008)
- Like Lovers Do (2008)
- Lusty Latinas (2008)
- Matt's Models 7 (2008)
- Monster Meat 10 (2008)
- Naughty and Uncensored (2008)
- Pirates of the Sex Sea (2008)
- Private XXX 39: Sex Bites (2008)
- Real Wife Stories 2 (2008)
- Red Hotz (2008)
- Sexual Freak 10: Katsuni (2008)
- Sexual Freak 8: Audrey Bitoni (2008)
- Sexual Freak 9: Lacie (2008)
- Sticky Sweet (2008)
- Stoya Atomic Tease (2008)
- Straight Guys For Gay Eyes and For Women Too!: Porn Stars (2008)
- Teen Cuisine Too (2008)
- Teen Spirit 7 (2008)
- Teens Like It Big 1 (2008)
- Watch Your Back 1 (2008)
- Watch Your Back 2 (2008)
- Angelina Armani: Overcome (2009)
- Asslicious (2009)
- Baby Got Boobs 1 (2009)
- Baby Got Boobs 2 (2009)
- Bad Girls 1 (2009)
- Bad Girls 2 (2009)
- Big Butts Like It Big 4 (2009)
- Big Tits at School 7 (2009)
- Big Tits at Work 6 (2009)
- Big Tits at Work 7 (2009)
- Big Tits at Work 8 (2009)
- Big Butt Cake" (2009)
- Club Jenna: The Anal Years (2009)
- Control 10 (2009)
- Cougar-Ville 1 (2009)
- Cougar-Ville 2 (2009)
- Cum-Spoiled Sluts (2009)
- Cumstains 10 (2009)
- Doctor Adventures.com 4 (2009)
- Doll House 6 (2009)
- Filth Cums First 4 (2009)
- Five (2009)
- Forbidden (2009)
- Gabriella Fox: Foxxxy (2009)
- Interactive Sex with Alexis Texas (2009)
- Interactive Sex with Lisa Ann (2009)
- Interactive Sex: Lisa Ann (2009)
- Is He There? (2009)
- Jack's Asian Adventure 3 (2009)
- Jack's Big Ass Show 9 (2009)
- Jack's POV 13 (2009)
- Jack's POV 14 (2009)
- Jack's POV 15 (2009)
- Jack's Teen America 23 (2009)
- Jana Cova's Juice (2009)
- Jesse Jane: Atomic Tease (2009)
- Jesse Jane: Breathe Me (2009)
- Jesse Jane: Online (2009)
- Katsuni: Opened Up (2009)
- Long Shlongs 2 (2009)
- Memphis Monroe's Dirty Secrets (2009)
- MILF Madness 2 (2009)
- MILFs Like It Big 3 (2009)
- MILFs Like It Big 4 (2009)
- MILFs Like It Big 5 (2009)
- Mommy Got Boobs 4 (2009)
- Mommy Got Boobs 6 (2009)
- Mrs. Demeanor (2009)
- No Love Lost (2009)
- Nothing But A 3-Way (2009)
- Nurses 1 (2009)
- Pornstars Like It Big 5 (2009)
- Pornstars Like It Big 7 (2009)
- Push 2 Play (2009)
- Real Wife Stories 3 (2009)
- Real Wife Stories 5 (2009)
- Reign of Tera 3 (2009)
- Riley Steele: Chic (2009)
- Riley Steele: Honey (2009)
- Shay Jordan: Leather and Lace (2009)
- Sticky Sweet 2 (2009)
- Stoya: Heat (2009)
- Stoya: Perfect Picture (2009)
- Taste of Stoya (2009)
- Teachers (2009)
- Teagan vs Jenna (2009)
- Teens Like It Big 5 (2009)
- This Ain't Star Trek XXX 1 (2009)
- Titlicious 1 (2009)
- You and Us (2009)
- Amateur Anal Attempts 23 (2010)
- Asslicious 2 (2010)
- Baby Got Boobs 3 (2010)
- Baby Got Boobs 5 (2010)
- Bad Girls 4 (2010)
- Bad Girls 5 (2010)
- Bar Pussy (2010)
- Big Butts Like It Big 5 (2010)
- Big Butts Like It Big 6 (2010)
- Big Butts Like It Big 7 (2010)
- Big Tit Christmas 1 (2010)
- Big Tits at School 10 (2010)
- Big Tits at School 8 (2010)
- Big Tits at School 9 (2010)
- Big Tits at Work 10 (2010)
- Big Tits at Work 9 (2010)
- Big Tits in Sports 3 (2010)
- Big Tits in Sports 4 (2010)
- Big Tits in Sports 5 (2010)
- Big Tits in Uniform 2 (2010)
- Big Wet Butts 2 (2010)
- Big Wet Butts 3 (2010)
- Body Heat (2010)
- Brazzers Presents: The Parodies 1 (2010)
- Buy a Bride (2010)
- Cheater (2010)
- Couch Confessions (2010)
- Desires (2010)
- Family Matters (2010)
- Fly Girls (2010)
- Flynt Vault 1 (2010)
- Girl Next Door (2010)
- Girl Talk (2010)
- Go Big Or Go Home (2010)
- Gritty (2010)
- Jack's Asian Adventure 4 (2010)
- Jack's POV 17 (2010)
- Jesse Jane Playful (2010)
- Jesse Jane: Homework (2010)
- Jesse Jane: Reckless (2010)
- Kissing Cousins (2010)
- Kung Fu Beauty (2010)
- Legs Up Hose Down (2010)
- Lies (2010)
- Love and Marriage (2010)
- Love and Other Mishaps (2010)
- Marilyn Ho and JFKock (2010)
- Milflicious (2010)
- MILFs Like It Big 6 (2010)
- MILFs Like It Big 7 (2010)
- Mommy Got Boobs 10 (2010)
- Mommy Got Boobs 8 (2010)
- Mommy Got Boobs 9 (2010)
- My Boss' Daughter (2010)
- Notorious S.L.U.T. (2010)
- Nymphomaniac (2010)
- Pornstars Like It Big 10 (2010)
- Pornstars Like It Big 8 (2010)
- Pornstars Like It Big 9 (2010)
- Pornstars Punishment 1 (2010)
- Pornstars Punishment 2 (2010)
- Private Lessons (2010)
- Real Wife Stories 6 (2010)
- Real Wife Stories 7 (2010)
- Real Wife Stories 8 (2010)
- Replacement (2010)
- Riley Steele: Love Fool (2010)
- Riley Steele: Roommates (2010)
- Riley Steele: So Fine (2010)
- Slut Worthy (2010)
- Smiths (2010)
- Stay The Fuck Out of My House (2010)
- Strip for Me (2010)
- Teenlicious (2010)
- Teens Like It Big 6 (2010)
- Titlicious 2 (2010)
- Tonight You're My Bitch (2010)
- 2 in the Hole (2011)
- 2 of a Kind (2011)
- 3 Is A Crowd (2011)
- Baby Got Boobs 6 (2011)
- Bad Girls 7 (2011)
- Big Butts Like It Big 8 (2011)
- Big Tit Whorror Flick (2011)
- Big Tits at School 11 (2011)
- Big Tits at School 13 (2011)
- Big Tits at Work 12 (2011)
- Big Tits in Sports 6 (2011)
- Big Tits in Sports 7 (2011)
- Big Tits in Sports 8 (2011)
- Big Tits in Uniform 4 (2011)
- Big Wet Butts 4 (2011)
- Big Wet Butts 5 (2011)
- Blackmail (2011)
- Charlie's Devils (2011)
- Day With A Pornstar 1 (2011)
- Delphi (2011)
- Fighters (2011)
- Getting In (2011)
- In Riley's Panties (2011)
- Jack's POV 18 (2011)
- Job for Jenna (2011)
- Just Jenna 2 (2011)
- Like Sister Like Slut (2011)
- Lust Bite (2011)
- Masseuse 1 (2011)
- Masseuse 2 (2011)
- Masseuse 3 (2011)
- Masseuse 4 (2011)
- MILFs Like It Big 10 (2011)
- MILFs Like It Big 9 (2011)
- Mommy Got Boobs 11 (2011)
- New Dad in Town (2011)
- Nude Content (2011)
- Passport (2011)
- Pornstars Like It Big 11 (2011)
- Pornstars Like It Big 12 (2011)
- Pornstars Punishment 3 (2011)
- Prom (2011)
- Real Wife Stories 10 (2011)
- Real Wife Stories 11 (2011)
- Riley Steele: Lights Out (2011)
- Riley Steele: Satisfaction (2011)
- Sex and Corruption 1 (2011)
- Sex and Corruption 2 (2011)
- Sneaking Around (2011)
- Stoya: Web Whore (2011)
- Tara's Titties (2011)
- Teens Like It Big 10 (2011)
- Teens Like It Big 9 (2011)
- Top Guns (2011)
- Watching You 1 (2011)
- Baby Got Boobs 9 (2012)
- Big Butts Like It Big 10 (2012)
- Big Tits in Sports 10 (2012)
- Big Wet Butts 7 (2012)
- Brazzers Worldwide: Budapest 1 (2012)
- Brazzers Worldwide: Budapest 2 (2012)
- Day With A Pornstar 2 (2012)
- Day With A Pornstar 3 (2012)
- Deceptions (2012)
- Jesse Jane Asking Price (2012)
- Just Like Mom (2012)
- MILFs Like It Big 11 (2012)
- MILFs Like It Big 12 (2012)
- One Night in the Valley (2012)
- Playgirl's Hottest: Leather And Lace (2012)
- Pornstars Like It Big 13 (2012)
- Pornstars Like It Big 14 (2012)
- Real Wife Stories 12 (2012)
- Riley Steele: Looking for Love (2012)
- Teens At Work 1 (2012)
- Teens Like It Big 12 (2012)
- When Daddy's Away (2012)
- Best of Gangbang Auditions 5 (2013)